# Église Sainte-Élisabeth de Berlin
L'église Sainte-Élisabeth (St. Elisabeth ou Elisabethkirche) est une église luthérienne-protestante de Berlin construite en style néoclassique par Karl Friedrich Schinkel en 1832-1834. Elle se trouve au n°3 de l'Invalidenstraße du quartier Mitte de la capitale. Elle est consacrée à sainte Élisabeth, cousine de la Vierge Marie.

## Historique
Berlin s'agrandit de manière significative à partir des années 1820, si bien que le roi Frédéric-Guillaume III donne la permission de faire construire aux entrées de Berlin quatre nouvelles églises, dont les plans sont confiés à Schinkel. Elles doivent être construites rapidement et à l'économie. Aussi est-il décidé de ne pas édifier de clocher. L'église Sainte-Élisabeth est l'église la plus grande des quatre dessinées par Schinkel. Elle peut accueillir 1 200 fidèles. L'église est consacrée le 28 juin 1835 en présence de l'épouse du Kronprinz, la princesse Élisabeth. Sans doute le nom de baptême de la princesse a-t-il joué un rôle pour le nom de l'église.

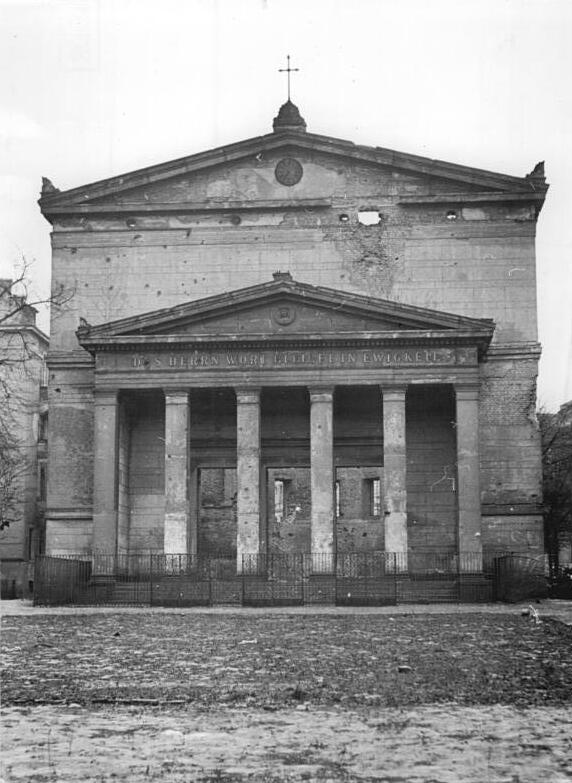
Ruines de l'église en 1951

Hermann Mächtig, directeur des jardins de la ville, aménage un square autour de l'église en 1881. Celui-ci a été restauré et a rouvert en 2001. L'église a souffert d'un grave incendie dans la nuit du 8 au 9 mars 1945, dû à des bombardements aériens britanniques avec des bombes incendiaires et des bombes au phosphore. L'église n'a plus de toiture. Elle est restée depuis à l'abandon et n'a été restaurée qu'à partir des années 1990, après la réunification. Il n'est pas encore établi si l'église doit retrouver son caractère sacré, car il n'est pas prévu qu'elle soit reconsacrée. Pour l'instant, c'est un édifice « à caractère culturel ». Le président fédéral Horst Köhler y a prononcé son quatrième discours berlinois, le 24 mars 2009.

## Architecture

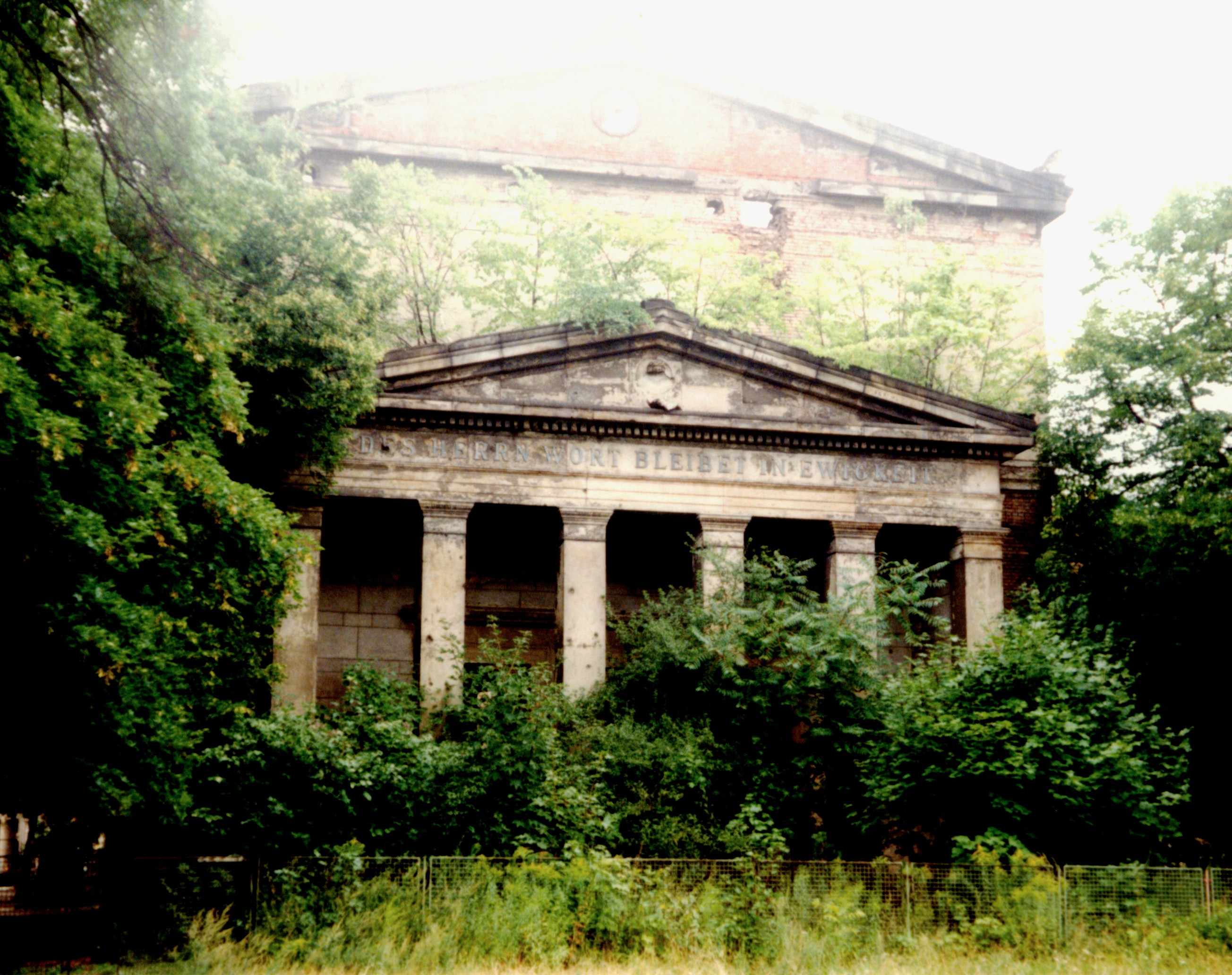
L'église en 1991

L'église en style grec antique mesure 28 mètres sur 18 mètres. Son portique se présente avec six colonnes en style dorique et l'inscription « Des Herrn Wort bleibt im Ewigkeit » (La parole du Seigneur demeure pour l'éternité). Les murs de côté sont éclairés de deux rangées de fenêtres à angle droit. Le chœur est prolongé d'une abside flanquée en 1860 de deux édifices en demi-cercle, la sacristie et la chapelle des baptêmes. L'orgue et l'intérieur ont été entièrement détruits en 1945.

## Églises de faubourgs construites par Schinkel
Les autres églises de faubourgs construites par Schinkel à la même période sont les suivantes : église Saint-Jean de Berlin-Moabit, Alte Nazarethkirche et l'église Saint-Paul (Wedding).